# Dieter Nüssing
Dieter Nüssing (* 15. August 1949 in Güls) ist ein ehemaliger deutscher Fußballspieler, der in der Fußball-Bundesliga 104 Spiele mit 13 Toren absolviert hat.

## Laufbahn, 1959 bis 1980/81

### 1. FC Nürnberg, 1968 bis 1977
Das aus der Jugend von BSC Güls stammende Offensivtalent Dieter Nüssing wurde beim FC Metternich in der 1. Amateurliga Rheinland in der Saison 1967/68 von den Spähern des Deutschen Meisters des Jahres 1968, des 1. FC Nürnberg, entdeckt und zur Saison 1968/69 verpflichtet. Trainer Max Merkel setzte am dritten Spieltag, den 31. August 1968, beim 4:0-Heimerfolg gegen Borussia Mönchengladbach den Ex-Amateurspieler erstmals in der Bundesliga ein. Zusammen mit Zvezdan Čebinac, Klaus Zaczyk, Hans Küppers und Erich Beer bildete er den Angriff des Titelverteidigers. Beim Rückspiel im Europapokal der Landesmeister 1968/69, am 2. Oktober 1968, bei Ajax Amsterdam erlebte der Mann von der Mosel als Aktiver durch eine 0:4-Niederlage das Ausscheiden aus dem Europapokal. Insgesamt war die erste Runde von Dieter Nüssing im bezahlten Fußball von dem überraschenden Abstiegskampf des Titelverteidigers und den daraus herrührenden Turbulenzen im Verein, der Mannschaft und im Trainerbereich überschattet. Die Auswirkungen des drastischen personellen Austauschs im Kader – 13 Neuzugänge und die Abgänge von Franz Brungs, Gustl Starek und Karl-Heinz Ferschl –, die Entlassung von Merkel zum 24. März 1969, der Rücktritt seines Nachfolgers Robert Körner zum 12. April und die dritte Personalie durch Kuno Klötzer auf der Trainerbank und der durch die 0:3-Niederlage beim 1. FC Köln am 34. Spieltag, den 7. Juni 1969, besiegelte Abstieg waren keine förderlichen Begleiterscheinungen am Anfang einer hoffnungsvollen Laufbahn eines talentierten Spielers. Nüssing bestritt 1968/69 für den „Club“ 23 Spiele mit fünf Toren. Sein Talent konnte er auch in der Juniorennationalmannschaft U 23 des DFB beim Länderspiel am 7. Mai 1969 in Graz gegen Österreich unter Beweis stellen, als er zusammen mit Bernd Hölzenbein beim 2:2-Unentschieden eingewechselt wurde.
Nach dem Abstieg aus der Bundesliga folgten fünf Runden mit 167 Spielen und 52 Toren in der Regionalliga Süd von dem vorbildlichen Kämpfer mit Abschlussqualitäten im Club-Mittelfeld. Trotz der Meisterschaft 1971 und des Vizeranges 1974 stieg Nüssing mit Nürnberg aber nicht in die Bundesliga auf. In der zweiten Aufstiegsrunde, 1974, scheiterte die Mannschaft von Trainer Hans Tilkowski punktgleich an Eintracht Braunschweig. Nüssing hatte in der Regionalliga 32 Spiele mit 15 Toren absolviert und in der Aufstiegsrunde acht Einsätze mit vier Toren bestritten.
Von 1974 bis 1977 kam der Spielführer des 1. FC Nürnberg in der 2. Fußball-Bundesliga Gruppe Süd auf 167 Spiele mit 52 Toren. Auch hier gelang in den Entscheidungsspielen nach der Runde 1975/76, in welcher Nüssing in 38 Ligaspielen 21 Tore für die Mannschaft vom Valznerweiher erzielt hatte, gegen den Nordvize Borussia Dortmund nicht der Bundesligaaufstieg. Nach dem enttäuschenden fünften Rang mit Trainer Horst Buhtz in der Saison 1976/77, die Nürnberger hatten auch finanzielle Probleme, nahm der Mann aus Koblenz das Angebot des Bundesligazehnten, von Hertha BSC an und wechselte nach neun Runden in Nürnberg mit insgesamt 544 Spielen – darunter die zwei Halbfinals im DFB-Pokal in den Jahren 1969 und 1970 – zur Runde 1977/78 an die Spree.

### Hertha BSC, 1977 bis 1980
Vor dem Beginn der Bundesligarunde 1977/78 war Nüssing mit seinem neuen Verein in der Inter-Toto-Runde 1977 gegen die Konkurrenz von Slovan Bratislava, B 1903 Kopenhagen und Admira/Wacker Wien im Juli 1977 im Einsatz gewesen und belegte mit der Hertha mit einem Punkt Rückstand zu Bratislava den 2. Gruppenrang. Nüssing kam ebenso wie Holger Brück, Norbert Nigbur und Michael Sziedat in allen 34 Bundesligaspielen der Saison 1977/78 bei Hertha zum Einsatz. Die Mannschaft von Trainer Kuno Klötzer belegte hinter Meister 1. FC Köln und dem Vize Mönchengladbach den ausgezeichneten dritten Rang. Im Heimspiel trotzte man dem späteren Meister 1. FC Köln am 4. März 1978 vor 86.883 Zuschauern im Olympiastadion ein 1:1 ab. Nüssing hatte im Verbund mit Wolfgang Sidka, Erich Beer und Bernd Gersdorff dem Kölner Mittelfeld Paroli geboten.
Auch in der zweiten Runde verpasste der Ex-Nürnberger nur ein Spiel. Im UEFA-Cup 1978/79 bestritt Nüssing zehn Spiele mit zwei Toren und schied erst im Halbfinale gegen Roter Stern Belgrad aus dem Wettbewerb aus. Im DFB-Pokal führte der Weg bis in das Finale am 23. Juni 1979 in Hannover gegen Fortuna Düsseldorf. Hertha verlor mit 0:1 Toren in der Verlängerung. Als in der dritten Saison, 1979/80, Trainer Kuno Klötzer am 27. Oktober 1979 entlassen wurde, bestritt Dieter Nüssing am 1. Dezember 1979 bei der 1:4-Niederlage bei Borussia Dortmund sein letztes Bundesligaspiel und verabschiedete sich in der Winterwechselperiode in die Schweiz zum FC La Chaux-de-Fonds. In Dortmund trat Hertha mit dem Mittelfeld Nüssing, Wolfgang Sidka, Holger Brück und Bernd Gersdorff an.

## Trainer
1983 wurde Dieter Nüssing vom bayrischen Bezirksligisten 1. FC Herzogenaurach als Spielertrainer verpflichtet, mit dem er Meister wurde und in die Landesliga aufstieg. Beim 1. SC Feucht und in den Saisonen 2004/05 bei den Amateuren des 1. FC Nürnberg übte er später mehrere Jahre das Traineramt aus. 2004 übernahm er das Amt des Koordinators für den Amateur- und Jugendbereich und die Leitung des Nachwuchsleistungszentrums beim Club. Auch in der Saison 2012/13 betreute Nüssing die 2. Mannschaft des Clubs.
2021 erhielt er den Bayerischen Verdienstorden.